# Karl Alexander Müller
Karl Alexander Müller, švicarski fizik, * 20. april 1927, Basel, Švica, † 9. januar 2023, Zürich.
Po diplomi in doktoratu na ETH Zürich se je zaposlil v laboratoriju podjetja IBM, kjer se je posvetil raziskavam keramičnih oksidov. V 1980. letih se je namenil najti snov, ki bi postala superprevodna pri višji temperaturi kot takrat znane snovi, v ta namen je v laboratorij pripeljal sodelavca Johannesa Bednorza, s katerim sta sistematično preučevala okside. Leta 1986 sta odkrila barijev-lantanov-bakrov oksid, ki je postal superprevoden pri temperaturi 35 K, 12 K višje kot prej.
Odkritje je spodbudilo živahno raziskovalno aktivnost in še v istem letu so drugi raziskovalci dosegli superprevodnost v novih oksidih pri temperaturah blizu 100 K, kar je nakazalo, da bi bil lahko pojav nekoč uporaben pri proizvodnji in prenosu električne energije. Bil je mdr. zunanji svetovalec IJS v Ljubljani.
Müller in Bednorz sta si leta 1987 za preboj v raziskavah superprevodnikov razdelila Nobelovo nagrado za fiziko. Še pred tem je bil istega leta izvoljen za dopisnega člana SAZU.